# Галкин, Дмитрий Прохорович
Дми́трий Про́хорович Га́лкин (17 марта 1926, Туринск, Уральская область, РСФСР, СССР — 20 декабря 2014, Магнитогорск, Россия) — советский хозяйственный и государственный деятель, директор Магнитогорского металлургического комбината (1973—1979). Член ЦК КПСС (1976—1981). Член Центральной ревизионной комиссии КПСС (1981—1990). Герой Социалистического Труда (1976). Депутат Совета Союза 9—11-го созывов (1974—1989) Верховного Совета СССР.

## Биография

### Детство и юность
Родился в 1926 году в городе Туринске, ныне Свердловской области в семье служащего. Дмитрий Галкин рано потерял родителей, будучи пятнадцатилетним подростком он приехал в Магнитогорск в июле 1941 года. Здесь он поступил в ремесленное училище № 1 (ныне Магнитогорский Политехнический Колледж), которое закончил в 1943 году. Одновременно с учёбой в училище, Галкин обучался в школе рабочей молодежи.
В 1950 году Галкин заканчивает вечернее отделение Магнитогорского-горно-металлургического института по специальности прокатно-волочильное производство с присвоением квалификации инженера.

### Трудовая деятельность
После окончания училища Галкин поступает на работу электриком в листопрокатный цех Магнитогорского металлургического комбината, где затем становится начальником смены. Продукция листопрокатного цеха имела особое значение в условиях войны, поэтому его работников не призывали на фронт. Такая же участь постигла и Галкина, по его воспоминаниям, он пять раз просил в военкомате отправить его на фронт, однако всегда получал отказ.
После окончания института он был назначен начальником прокатного отделения листопрокатного цеха.
Галкин активно проявлял себя в производственной деятельности и общественной работе, ещё в 1949 году он вступил Коммунистическую партию Советского союза. Будучи начальником смены, Галкин вместе со своей бригадой добивался значительных успехов, например, в 1952 году его третья бригада листопрокатного цеха шесть месяцев занимала первое место в соревновании цеховых бригад, а в 1953 году именно бригада Галкина первая на ММК выполнила годовой план работы уже в ноябре года.
Вскоре поднялся по служебной лестнице до заместителя начальника листопрокатных цехов № 1 и № 4, начальника ЛПЦ № 3, главного прокатчика и главного инженера комбината. Дмитрий Прохорович Галкин являлся членом всесоюзного общества «Знание», являясь одним из лучших лекторов организации на Магнитогорском металлургическом комбинате.
Занимая различные должности в листопрокатных цехах ММК, Галкин вел активную изобретательскую и рационализаторскую деятельность, которую не прекращал, даже будучи начальником третьего листопрокатного цеха. На Дмитрия Прохоровича Галкина оформлено более двадцати патентов на изобретения в области металлургии. За изобретательскую деятельность Дмитрий Прохорович был удостоен звания Изобретатель СССР в 1976 году.
В декабре 1969 года на XXV партийной конференции ММК Галкин был избран секретарем партийной организации ММК. Галкин оставил данный пост в августе 1970 года в связи с назначением на пост главного инженера Магнитогорского металлургического комбината.
Один из начальников листопрокатного цеха, где работал Галкин, характеризовал его как добросовестного, трудолюбивого, инициативного, активного и ответственного человека, который обладал большим авторитетом среди окружающих.

### Директор Магнитогорского металлургического комбината
В июле 1973 года Дмитрий Прохорович Галкин был назначен директором крупнейшего металлургического предприятия СССР, Магнитогорского металлургического комбината.
В том же году избран депутатом Верховного Совета СССР.
Под руководством Дмитрия Прохоровича Галкина на комбинате была пущена первая очередь цеха гнутых профилей (ЛПЦ № 7), реконструированы коксовая батарея и доменная печь № 1, освоен ряд новых технологий: плавка чугуна с повышенной концентрацией кислорода в дутье, использование наклонных воздушных фурм и офлюсованных окатышей в условиях применения комбинированного дутья.

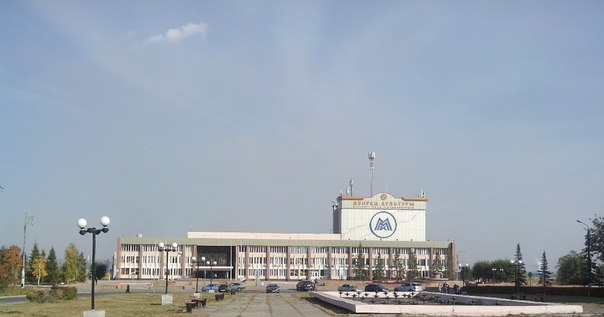
Дворец культуры металлургов, который был построен в период руководства ММК Дмитрием Галкиным

В прокатном производстве, на стане 500, были установлены эксгаустеры с автоматизацией теплового режима; на станах 2350 и 1450 реконструированы нагревательные печи № 3 и № 4; закончена реконструкция первой очереди стана горячей прокатки 2500; внедрены технологии выпуска 240 холоднокатаных и 16 горячекатаных профилеразмеров; освоена прокатка лонжеронной стали для КамАЗа.
Будучи директором ММК, Дмитрий Прохорович Галкин внес значительный вклад в развитие социальной инфраструктуры города Магнитогорска. За семь лет директорства Галкина в строй было введено около пятисот тысяч квадратных метров жилья, двенадцать детских садов, две общеобразовательные школы. Кроме этого был построен дворец культуры металлургов имени Серго Орджоникидзе. В 1970-х годах трамвайное хозяйство Магнитогорска находилось в ведении ММК, при Галкине было введено в строй две новые трамвайные линии. Галкин мечтал создать в Магнитогорске новый вид транспорта — троллейбус, однако данным планам не суждено было сбыться.
Кроме того, во времена директорства Дмитрия Прохоровича Галкина был утвержден генеральный план города Магнитогорска до 2000 года, в котором, благодаря Галкину, было запланировано строительство жилых домов высотной этажности (более девяти).
В 1976 году Галкин способствовал выделению крупных средств для обновления аппаратуры магнитогорского радиотелецентра, что позволило сохранить местное телевизионное вещание в Магнитогорске.
В 1979 году при содействии Галкина Библиотека металлургов получила новое собственное здание на правом берегу реки Урал.
Современники и коллеги Галкина отмечали, что он особенно внимательно относился к магнитогорской молодежи и молодым кадрам комбината. Дмитрий Прохорович был тактичным, требовательным и строгим руководителем, который глубоко изучал вопрос, прежде чем вынести то или иное решение. Галкин ответственно относился к соблюдению порядка и чистоты на территории вверенного ему предприятия.

### Дальнейшая жизнь
В 1979 году Дмитрий Прохорович Галкин переведен в Москву заместителем министра чёрной металлургии СССР.
С 1981 по 1988 год работал министром чёрной металлургии Украинской ССР.
В 1988—1990 годах Дмитрий Прохорович работал руководителем группы советских специалистов на Аннабском металлургическом комбинате в Алжирской Народной Демократической Республике.За годы работы на комбинате Магнитогорск стал для Дмитрия Прохоровича родным, поэтому из заграничной командировки он вернулся именно сюда.
До 1996 года Галкин работал советником генерального директора Магнитогорского металлургического комбината. Дмитрий Галкин высоко оценивал деятельность таких директоров ММК как Иван Ромазан, Анатолий Стариков, особенно он отмечал роль уже постперестроечного директора Виктора Рашникова, которому довелось руководить предприятием в условиях рыночной экономики.
Дмитрий Галкин скончался 20 декабря 2014 года, а 22 декабря он был похоронен на Правобережном кладбище города Магнитогорска.

## Награды и звания
- Герой Социалистического Труда (Указ Президиума Верховного Совета СССР 5 марта 1976 года, орден Ленина и медаль «Серп и Молот») — за выдающиеся успехи в выполнении принятых на девятую пятилетку социалистических обязательств по увеличению производства продукции, улучшению её качества и повышению производительности труда[32]
- Орден Трудового Красного Знамени — за многолетний созидательный труд и умелую организацию производства (1966)[33]
- Лауреат Государственной премии СССР (1974, 1982)[34]
- Нагрудный знак «Изобретатель СССР» (1976)[20]

## Публикации
- Александр Исаакович Виткин, Дмитрий Прохорович Галкин, Борис Иосифович Берлин. Основы теории и технология производства белой жести. — Москва: Металлургия, 1978. — 391 с.
- Дмитрий Галкин. И завтра — флагман // Слово о Магнитке. — Политиздат, 1979. — С. 204-218.
- Дмитрий Галкин. По пути прогресса (К десятилетию третьего листопрокатного цеха) // Магнитогорский металл. — 1966.
- Дмитрий Галкин. Вровень с легендами // Челябинский рабочий. — 2009.